# Jóhann Jóhannsson
Jóhann Gunnar Jóhannsson (Reykjavík, 19 de setembro de 1969 – Berlim, 9 de fevereiro de 2018) foi um compositor islandês.  Desde 2002, lançou álbuns a solo e compôs para teatro, dança, televisão e filmes.
Em 2016, Johánnsson assinou um contrato com a Deutsche Grammophon que visava o lançamento do seu album Orphée. Alguns dos seus trabalhos na indústria cinematográfica inclui a banda sonora para os filme de Denis Villeneuve, Prisoners e Arrival e de James Marsh, A Teoria de Tudo.

## Morte
Em 9 de fevereiro de 2018, Jóhann foi encontrado morto em seu apartamento em Berlim, a causa de sua morte foi overdose de cocaína.

## Discografia

### Álbuns
- Englabörn (2002)
- Virðulegu Forsetar (2004)
- Dís (2004)
- IBM 1401, A User's Manual (2006)
- Englabörn (2007)
- Fordlandia (2008)
- And In The Endless Pause There Came The Sound Of Bees (2009)
- The Miners' Hymns (2011)
- Copenhagen Dreams (2012)
- Free The Mind (2012)
- Prisoners (2013)
- McCanick (2014)
- The Theory of Everything (2014)
- I Am Here (2014)
- Arrival (2016)
- Mandy (2018)
- Trapped 2019 - Netflix - In memorian

### Singles
- "The Sun’s Gone Dim And The Sky’s Turned Black" (2006)